# 诺基亚C1-01
C1-01是諾基亞推出首部支援雙卡功能的入门级手機 ，使用基于Series 40 第六版 Lite平台的Nokia OS系统。它的通话时间在眾多諾基亞手機中算是很長的，最長10.6小時，待机時間长达528小时。